# Digima
Digima was een van de eerste 3D-computeranimatie-producenten in Nederland.

## Geschiedenis
In 1983 wordt Digima (Digital Images Computer Animation) opgericht door de Amerikaanse sterrenkundige Seth Shostak en zijn collega Bart Wevers. Digima schreef een compleet inhouse animatiesoftwaresysteem. Om de animaties te berekenen maakt zij gebruik van het rekencentrum van Rijksuniversiteit Groningen op het Zernikecomplex. Seth Shostak is naast onderzoeker aan het Kapteyn Instituut van de faculteit Sterrenkunde van de RUG, ook verwoed amateurfilmer en -fotograaf. Voor zijn films maakt hij bijzondere special effects. De mogelijkheden van de computer bewegen hem en zijn collega om software te schrijven om animaties op de computers in het rekencentrum te maken. Hiervoor ontving hij de Wubbo Ockelsprijs.
Al gauw sluiten zich studenten van de faculteit Wiskunde Informatica zich aan bij Shostak en Wevers, waaronder Ronald Kiel.
Via tekendocent Jules van de Vijver komt contact met Academie Minerva tot stand. Met het doel de driedimensionale computermodellen meer esthetisch verantwoord te maken worden vanaf dan studenten van de richting computerkunst, met name Herman Paassen en Martijn Hage, bij de productie betrokken.
Digima verwerft landelijke bekendheid en wordt in 1987 gevraagd door de TROS om een station-call te maken voor hun uitzendingen vanuit het World Trade Center in Amsterdam. Voor deze station-call wordt tekenfilmer Paul Battem, afkomstig van de Toonder Studio's, gevraagd aandacht aan de dynamiek van de camerabeweging te besteden.

## SCAN
In maart 1988 gaat op initiatief van Academie Minerva van de Rijkshogeschool Groningen een centrum voor computer graphics van start in samenwerking met Digima. Het centrum krijgt de naam SCAN (Stichting Computer Animatie Nederland, later opgegaan in het Frank Mohr Instituut) en wordt gemanaged door Wim van der Plas, afkomstig van de Stichting Creatieve Computer Applicaties te Rotterdam en de Hogeschool voor de Kunsten Utrecht. Het project wordt gefinancierd door overheid, provincie, gemeente en het bedrijfsleven. Het gaat een samenwerking aan met de Ohio State University in de USA,  waarvan als docenten de gerenommeerde experts Michael Girard en Susan Amkraut worden aangetrokken. De bedoeling is een 'national center of excellence' te creëren waar mensen uit de audio-visuele, reclame en de grafische wereld vertrouwd gemaakt worden met de wereld van computer graphics. Daarenboven richt het zich op afgestudeerden van internationale kunstacademies, waar ze nog geen ervaring met computeranimatie hadden kunnen opdoen. Minerva haalde daarmee de Master Computer Graphics in huis.
Digima moet kennis leveren aan het centrum in de vorm van gastlessen en research & development. Wevers is inmiddels niet meer betrokken en de aankondiging van Shostak dat hij in mei zal terugkeren naar de USA zorgt voor een onverwachte wending. De financiers van Digima, Zernike Science Park en de NOM, vinden de inmiddels afgestudeerde Kiel en Battem bereid om als team Digima voort te zetten.
De landelijke bekendheid van Digima groeit en zij werkt aan opdrachten van TROS, MartinAir, Veilig Verkeer Nederland, NOB Design, Chriet Titulaer Productions, Philishave, Toonder Studio's, ESA/ESTEC, TNO, PTT.

## Einde
Na vertrek van Battem en Kiel begin 1990, doet de financier nog enkele pogingen om een nieuw team voor de voortzetting van Digima te vinden. Dit was zonder succes, en betekende het einde van Digima.